# Автономна Македония (1905)
Вижте пояснителната страница за други значения на Автономна Македония.
„Автономна Македония“ (Автономна Македонија (La Macédoine autonome)) е белградски вестник, неофициален орган на Македонския клуб в Белград, излизал в периода 12 октомври – 14 декември 1905 година през неделя. Мотото на вестника е „Балканът на балканските народи – Македония на македонците“. Георги Герджикович е собственик и отговорен редактор на вестника, а Григор Хаджиташкович е главен редактор, като са подпомогнати от Й. Велич, А. Атанасов и Евтим Спространов. Вестникът излиза на сръбски език, а уводната статия в превод и на френски. Застъпва се за автономия на Македония, гарантирана от страна на Великите сили и малките балкански държави, смята че Македонския въпрос не е национален въпрос, а политически за всички християнски малцинства в Македония, и че може да бъде решен като Македония се присъедини към една бъдеща Балканска федерация.
- Декларация на българо-сръбското събрание, решило да издава „Автономна Македония“

При подготовката на Рилския конгрес на ВМОРО редакторите влизат в контакт с дейците на организацията и желаят да участват в него като отделна група. По същото време в Белград се стига до улични демонстрации и смяна на властта. След издаването на 12 брой на вестника Григор Хаджиташкович и Георги Герджикович са принудени да напуснат Сърбия и да закрият Македонския клуб.